# GRADE
El enfoque GRADE (Grading of Recommendations Assessment, Development and Evaluation. Clasificación de la Evaluación, el Desarrollo y la Evaluación de Recomendaciones) es un método para evaluar la certeza de la evidencia (también conocida como calidad de la evidencia o confianza en las estimaciones del efecto) y la solidez de las recomendaciones en la atención médica. Proporciona una evaluación estructurada y transparente de la importancia de los resultados de las estrategias de tratamiento alternativas, el reconocimiento de los valores y preferencias de los pacientes y el público, y criterios integrales para la reducción y el aumento de la certeza de la evidencia. Tiene importantes implicaciones para quienes resumen la evidencia para revisiones sistemáticas, evaluaciones de tecnologías sanitarias y guías de práctica clínica, así como para otros responsables de la toma de decisiones.

## Antecedentes e historia
GRADE se fundó en el año 2000 como una colaboración entre metodólogos, desarrolladores de guías, bioestadísticos , médicos clínicos, científicos de salud pública y otros miembros interesados. GRADE desarrolló e implementó un enfoque común, transparente y sensato para calificar la calidad de la evidencia (también conocida como certeza en la evidencia o confianza en las estimaciones del efecto) y la solidez de las recomendaciones en el ámbito de la atención médica.

### Calidad de la evidencia
GRADE califica la calidad de la evidencia de la siguiente manera:
- Alto	Hay mucha confianza en que el efecto real se acerque al efecto estimado.
- Moderado	Hay una confianza moderada en el efecto estimado: es probable que el efecto real sea cercano al efecto estimado, pero existe la posibilidad de que sea sustancialmente diferente.
- Bajo	Existe una confianza limitada en el efecto estimado: el efecto real podría ser sustancialmente diferente del efecto estimado.
- Muy bajo	Hay muy poca confianza en el efecto estimado: es probable que el efecto real sea sustancialmente diferente del efecto estimado.

El grupo de trabajo GRADE ha desarrollado una aplicación informática que facilita el uso del enfoque, permite la elaboración de tablas resumen y contiene el manual GRADE. El software es gratuito para organizaciones sin fines de lucro y está disponible en línea. El enfoque GRADE para evaluar la certeza de la evidencia tiene amplia aplicación, incluyendo preguntas sobre diagnóstico, pronóstico, metanálisis en red y salud pública.